# Ulica Energetyków w Szczecinie
Ulica Energetyków – ważna arteria komunikacyjna o długości 813,9 m, leżąca w centralnej części szczecińskiej dzielnicy Śródmieście, w północno-zachodniej części osiedla Międzyodrze-Wyspa Pucka, na prawym brzegu Odry Zachodniej. Rozpoczyna się na Moście Długim i przebiega w kierunku południowo-wschodnim, kończąc się na Moście Portowym. Jej przedłużeniem za Mostem Długim jest ulica Księdza Kardynała Stefana Wyszyńskiego, a za Mostem Portowym – ulica Gdańska. Ulica Energetyków na całej długości stanowi część drogi krajowej nr 10.
Jest to ulica sięgająca swoją historią średniowiecza. Została wytyczona jako droga wiodąca z miasta na południowy wschód w stronę Dąbia. Przez wieki była główną drogą wyspy Łasztowni, wokół której koncentrowało się osadnictwo, przemysł i handel. Po XVII w. znaczenie ulicy wzrosło w wyniku zastąpienia drewnianej zabudowy murowaną i ulokowania przy ulicy obiektów użyteczności publicznej. Zniszczenia spowodowane II wojną światową i powstanie Trasy Zamkowej spowodowały diametralną zmianę charakteru ulicy, którą przekształcono w szeroką arterię komunikacyjną.

## Historia

### Przed 1945

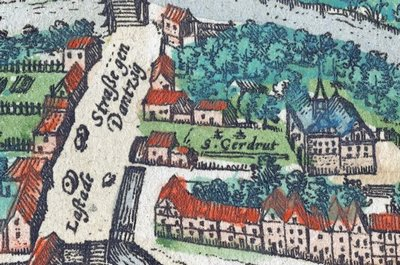
Große Lastadie na miedziorycie z 1594 r.

Współczesna ulica Energetyków jest najstarszą drogą na wyspie Łasztowni (do 1945 niem. Lastadie). Została wytyczona przed XIII wiekiem jako wjazd do miasta od strony południowo-wschodniej. Pierwszą nazwę, Große Lastadie, nadano około XIV w. w nawiązaniu do miana północnej części wyspy. W tym czasie drewniane domy przy ulicy zamieszkiwali głównie pracownicy związani z funkcjonowaniem portu (rybacy, tragarze, stoczniowcy). Z 1570 r. pochodzi wzmianka o działającym przy ulicy żurawiu służącym do rozładunku i załadunku statków. 
Skutkiem inkorporacji Szczecina do Królestwa Prus w 1721 r. były stopniowe przekształcenia ulicy. Na miejscu wyburzonych drewnianych domów wzniesiono murowane, parterowe lub piętrowe, ze spadzistymi dachami. W latach 1723–1726 w miejscu dzisiejszej Izby Celnej powstały budynki Królewskiego Urzędu Podatków Akcyzowych i Licencji (niem. Königliches Akzise- und Lizenzhaus), w których pobierano opłaty celne. W 1729 r. przy ulicy wybudowano budynek dla sądu ławniczego oraz straży pożarnej. 

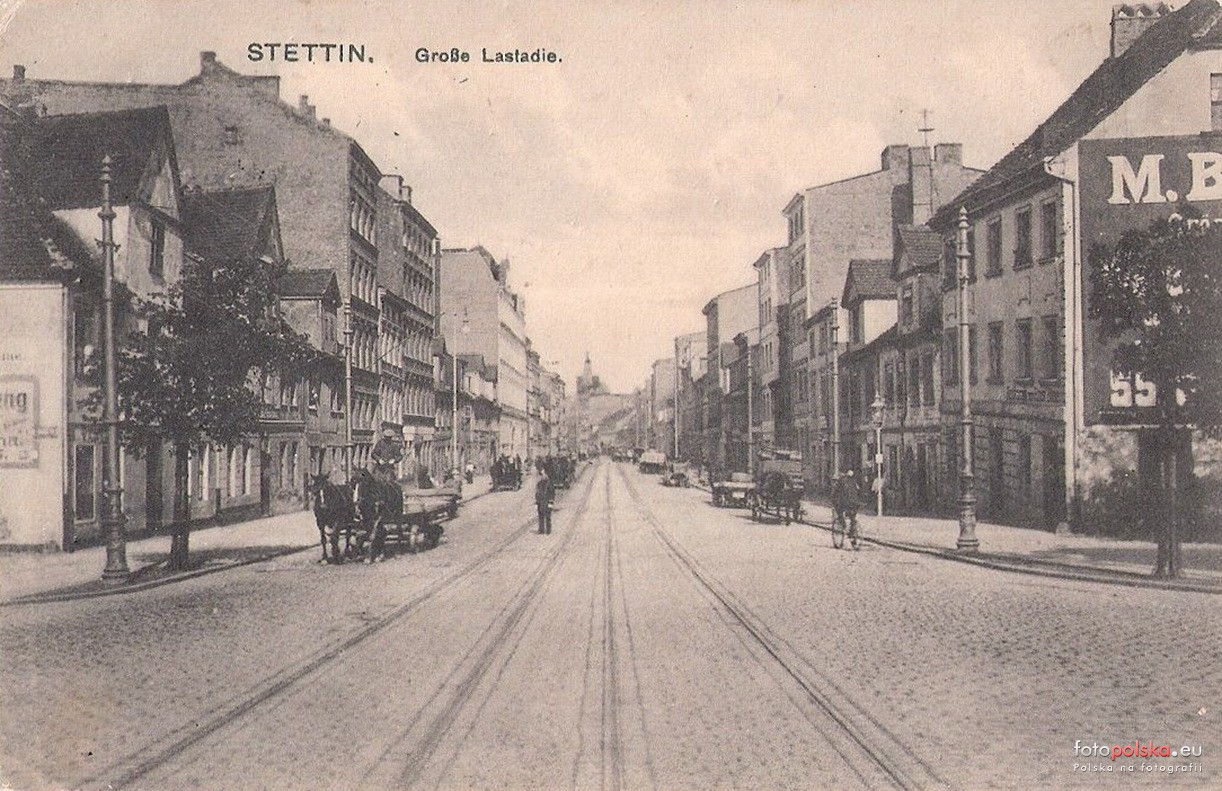
Große Lastadie w 1909 r. W oddali widoczna wieżyczka dzisiejszej Izby Celnej.

W XIX w. parterowe i piętrowe budynki frontowe zastąpiono nowocześniejszymi wielokondygnacyjnymi kamienicami. W podwórzach kamienic zlokalizowano zabudowania fabryczne. Wśród XIX-wiecznych zakładów i instytucji na Große Lastadie wyróżnić można: uruchomioną w 1850 r. hurtownię win Leopolda Ewalda, otwartą w 1888 r. hurtownię papierniczą i późniejszą drukarnię Ericha Mascowa czy Czeskomorawską Spółkę Akcyjną Żeglugi Odrzańskiej (Boehmischmahrische Oderschiffahrs-Akt. Gesellschaft), której siedziba znajdowała się tzw. Domu Hanzeatyckim (Hansahaus). W latach 1894–1896, zgodnie z projektem Wilhelma Meyera-Schwartau, na działce przy skrzyżowaniu z dzisiejszą ulicą Świętego Floriana postawiono kościół św. Gertrudy.
W 1905 r. ulicą poprowadzono linię tramwajową. Przed 1908 r. na placu po rozebranych budynkach Królewskiego Urzędu Podatków Akcyzowych i Licencji wzniesiono neogotycki gmach dla Urzędu Celnego, a w 1931 r. modernistyczny kościół Chrystusa Króla w pobliżu brzegu Parnicy. Wskutek walk w czasie II wojny światowej ulica Große Lastadie została znacznie zniszczona.

### Po 1945

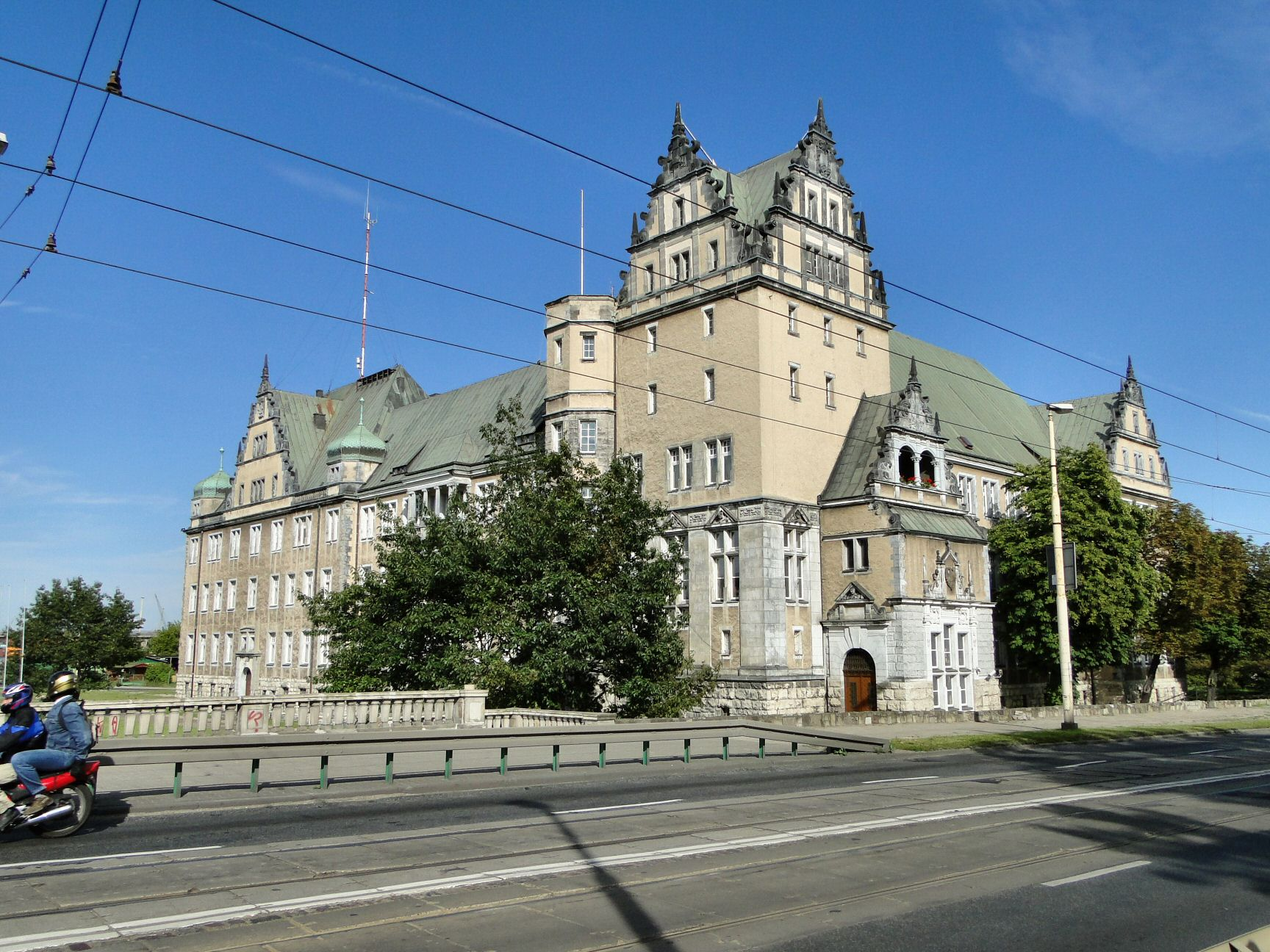
Gmach Izby Celnej, jeden z nielicznych budynków przy ulicy ocalałych z II wojny światowej.

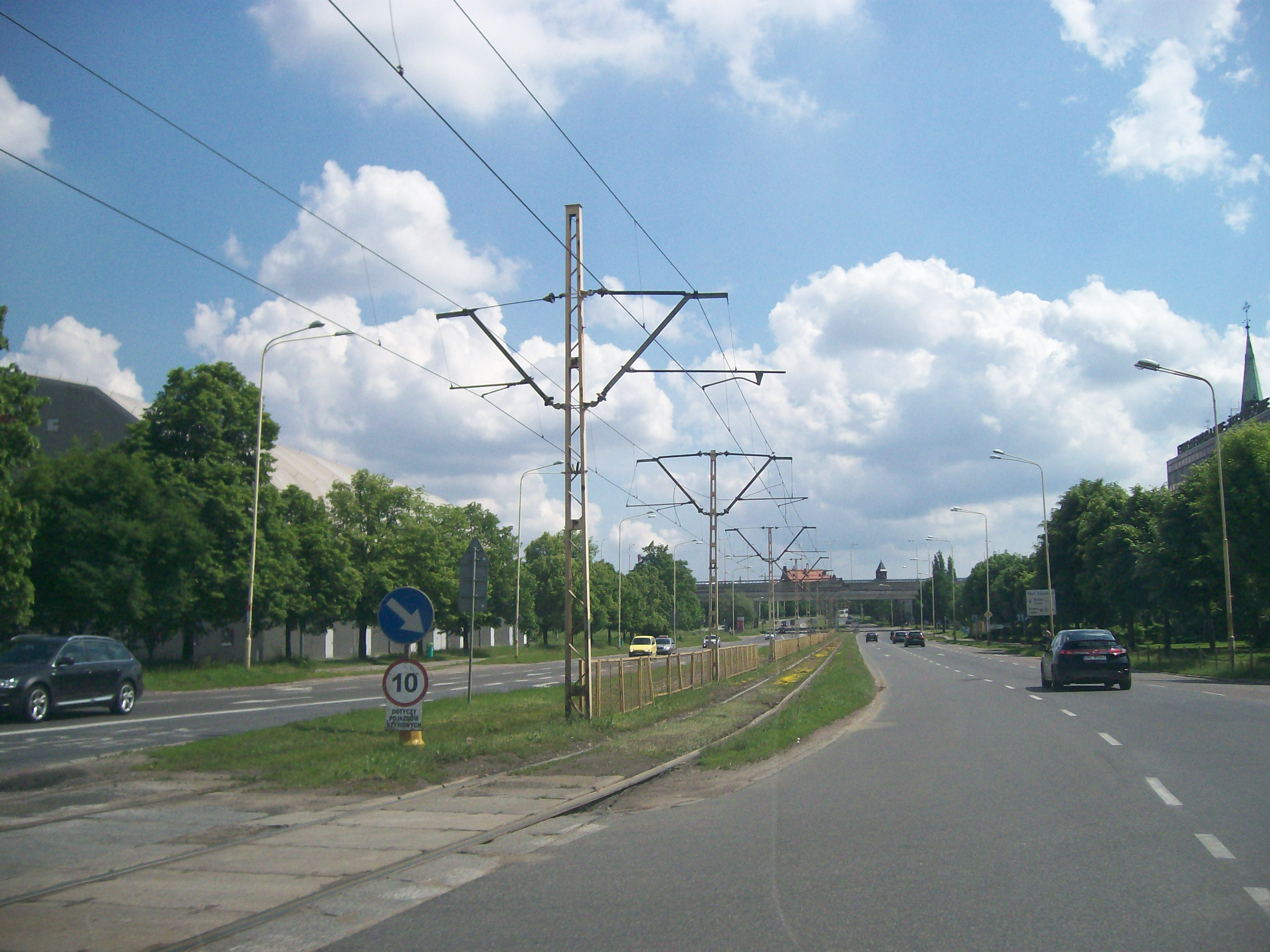
Ulica Energetyków przed modernizacją, 2014 r.

Po zakończeniu działań wojennych rozebrano większość zniszczonych budynków, a samą ulicę przemianowano na Łasztową. Odbudowano gmach Izby Celnej oraz ocalały dom proboszcza kościoła Chrystusa Króla. W 1961 r. częściowo zniszczony kościół św. Gertrudy przekazano parafii ewangelicko-augsburskiej. W latach 60. XX wieku ulicę Łasztową przebudowano na dwujezdniową arterię z wydzielonym torowiskiem tramwajowym, a w latach 70. XX wieku przy początkowym odcinku ulicy wzniesiono budynki dla Przychodni Portowej oraz dzisiejszego przedsiębiorstwa Euroafrica Linie Żeglugowe.   
W 2011 r. na wolnej parceli za gmachem Izby Celnej wzniesiono namiot z przeznaczeniem na tymczasową siedzibę szczecińskiej Opery na Zamku. Wiosną 2025 nieużywany od dłuższego czasu namiot po Operze został rozebrany.  
W maju 2023 zakończono przebudowę ulicy Energetyków wraz z torowiskiem tramwajowym i siecią trakcyjną. Prace wykonano w ramach projektu pt. Modernizacja dostępu drogowego do Portu w Szczecinie: przebudowa układu komunikacyjnego w rejonie Międzyodrza dofinansowanego przez Unię Europejską.  

### Kalendarium zmian nazwy ulicy
| Czas obowiązywania | Nazwa          |
| ------------------ | -------------- |
| ?–1945             | Große Lastadie |
| 1945–1965          | Łasztowa       |
| od 1965            | Energetyków    |

## Obiekty
- 2 – Przychodnia Portowa[15];
- 3-4 – biurowiec Euroafrica Linie Żeglugowe[16];
- 8 – kościół Świętej Trójcy[17];
- 9 – Zachodniopomorska Okręgowa Izba Inżynierów Budownictwa[18];
- 10 – dawny dom proboszcza nieistniejącego kościoła Chrystusa Króla[19];
- 55 – gmach Izby Celnej, zbudowany w latach 1904–1907[2].

## Numeracja i kody pocztowe
- Numery parzyste: 2, 4, 6, 8, 10
- Numery nieparzyste: 3, 9, 55
- Kody pocztowe: 70-656[20]

## Komunikacja miejska

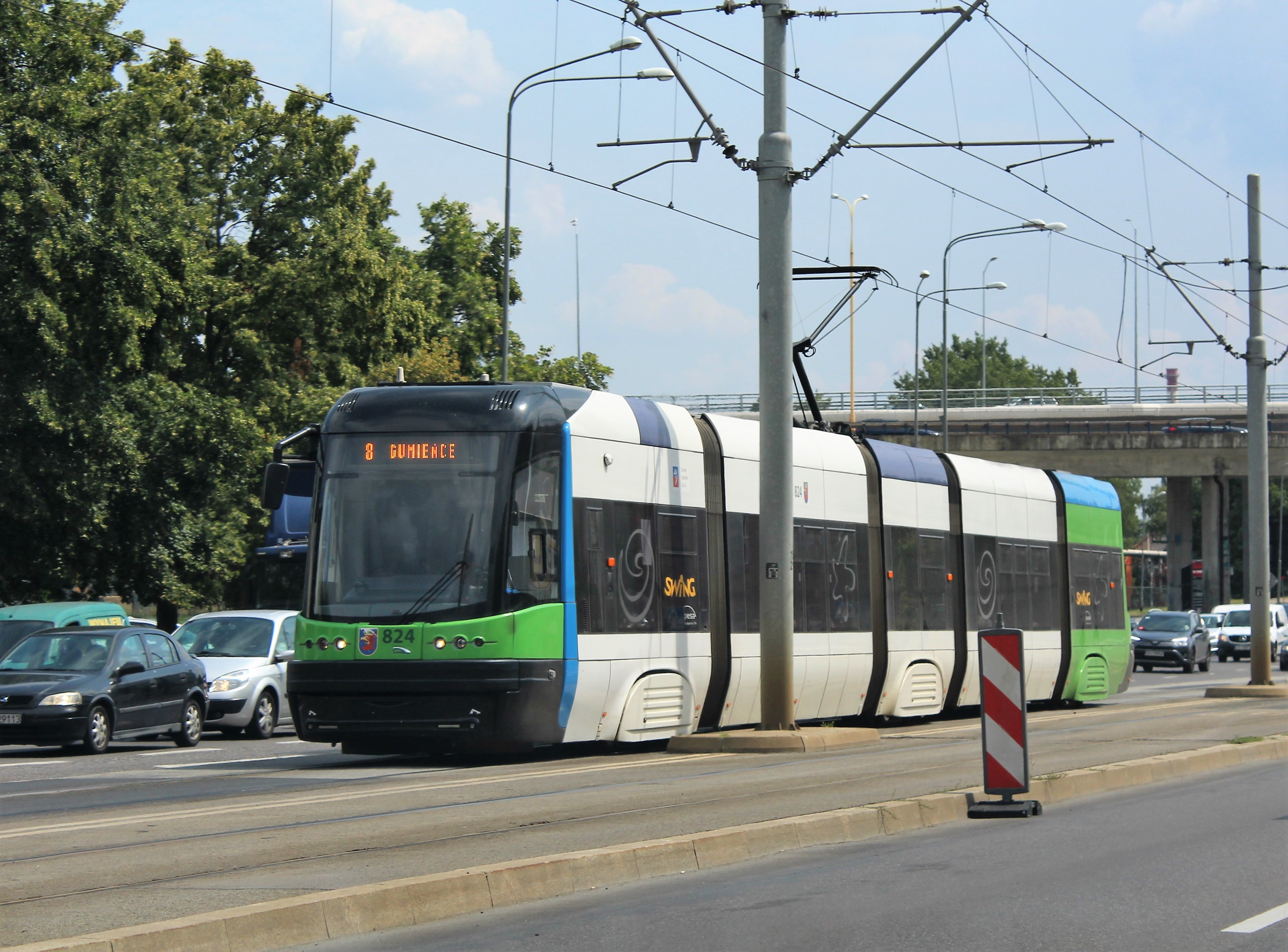
Tramwaj Pesa 120NaS2 na linii nr 8 na ulicy Energetyków.

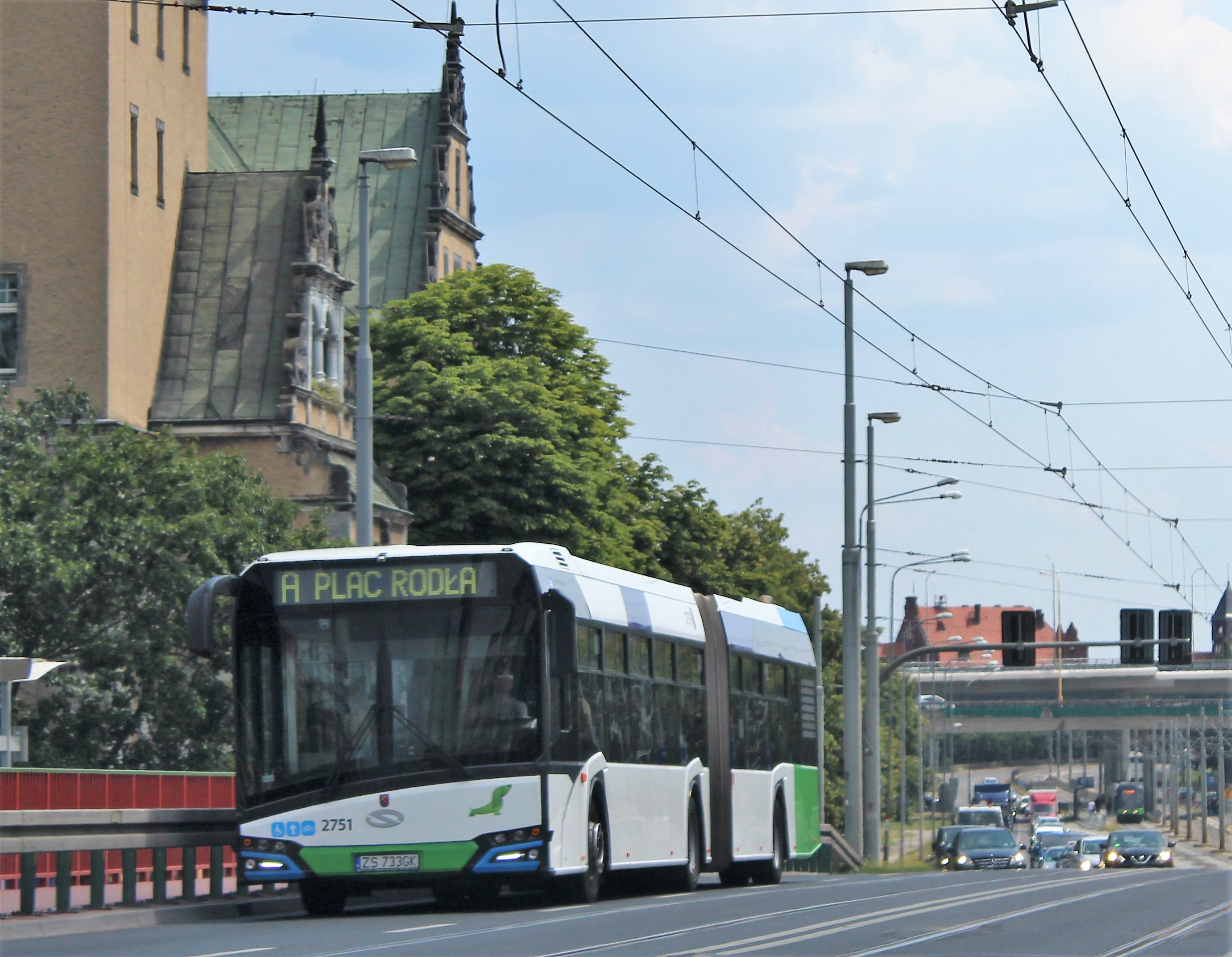
Autobus Solaris Urbino 18 na linii A na ulicy Energetyków.

### Współcześnie
Według stanu z 25 stycznia 2025 r. ulicą Energetyków w stałej organizacji ruchu kursowały następujące linie komunikacji miejskiej:
- linie tramwajowe: 
  - 2, 7, 8[21]

- linie autobusowe: 
  - dzienne zwykłe: 52, 76
  - dzienne pospieszne: A, B, C
  - nocne: 522, 531, 532[21][22]

### Dawniej
- linie tramwajowe: 
  - dzienne zwykłe: 1 (od 1905 r. do 1945 r.)[6]
  - dzienne specjalne: D (od 1956 r. do 1960 r. i od 9 do 11 czerwca 1987 r.), 800 (od 4 do 5 sierpnia 2007 r.)[23]
  - nocne: 7N (od 1973 r. do 1996 r.)[24][25], 8N (od 1960 r. do 1996 r.)[26][25]